# Полай (Германия)
Полай (нем. Poley) — деревня в Германии, в земле Саксония-Анхальт. Входит в состав города Бернбург района Зальцланд.
Ранее Полай имела статус общины (коммуны). Подчинялась управлению Нинбург (Зале). Население составляло 656 человек (на 31 декабря 2006 года). Занимала площадь 9,90 км². 1 января 2010 года вошла в состав города Бернбург.

## Достопримечательности
Церковь 1859 года постройки.